# مطار باين فيلد

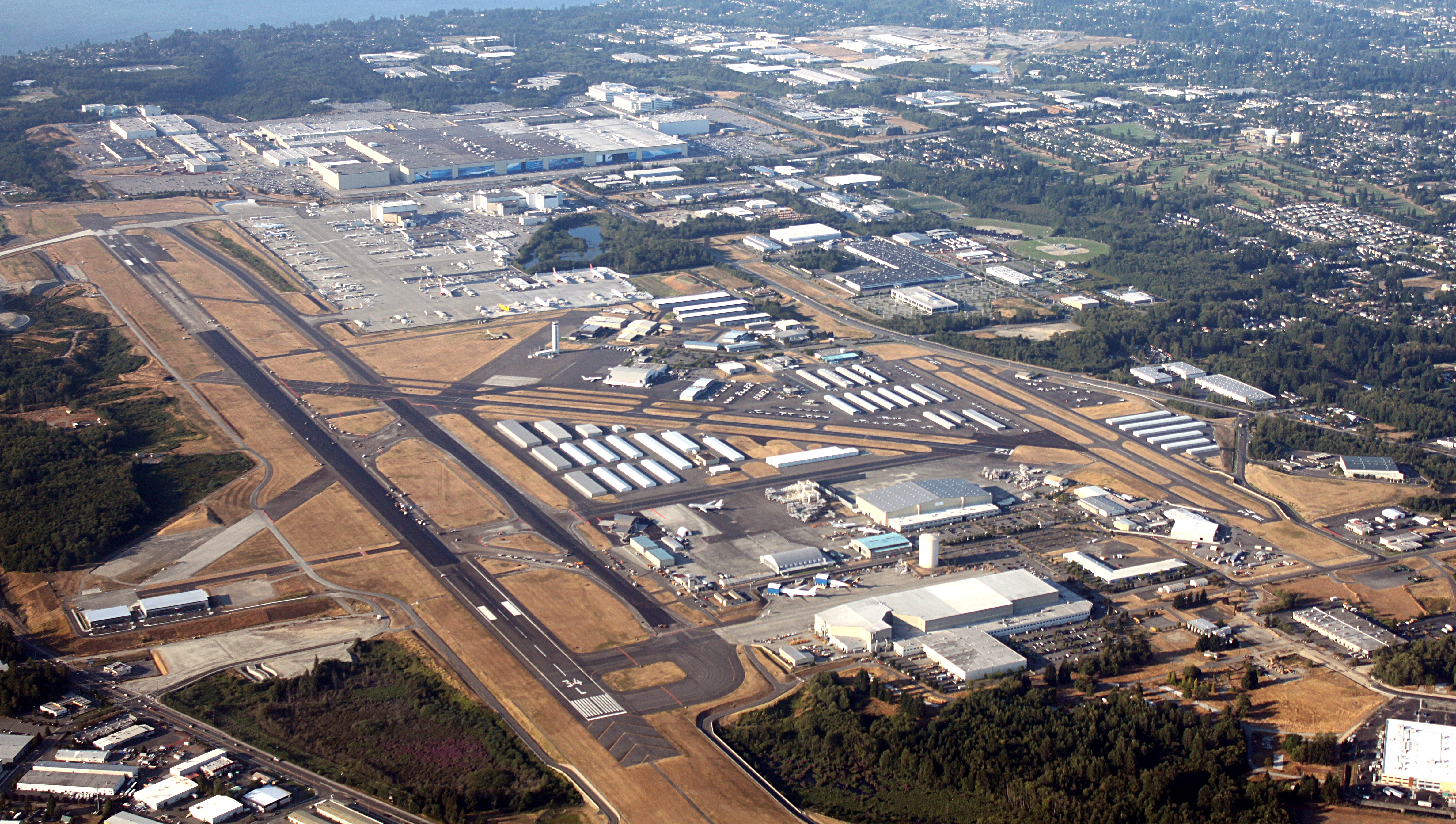
مطار باين فيلد

مطار باين فيلد (بالإنجليزية: Paine Field)‏ (إياتا: PAE، إيكاو: KPAE، معرف الموقع إف إيه إيه: PAE)، المعروف أيضا باسم مطار مقاطعة سنوهوميش، هو مطار دولي صغير يخدم جزءا من منطقة العاصمة سياتل في ولاية واشنطن الأمريكية. وهي تقع في مقاطعة سنوهوميش غير الموحدة، بين مدينتي موكيلتيو وأيفرت، على بعد حوالي 30 ميل (48 كـم) شمال سياتل. وتبلغ مساحة المطار 1،315 فدان (532 هكتار) من الأراضي.
للمطار تاريخ مميز منذ القرن العشرين وأستخدم سابقا في الحرب العالمية الثانية منذ هجوم اليابانين علي بيرل هاربر (معركة الدمار الأمريكي) ومعركة بحر الفلبين (أولي أقوي المعارك في التاريخ) الذي كانت المعركة بين اليابان والولايات المتحدة وأقلعت منه أولي طائرات بوينغ 707 و717 و720 و727 و737 و747 و757 و767 و777 و787 وعرف مطار باين فيلد بأسم مطار بوينغ الدولي في مدينة إيفريت ولاية واشنطن لأنه أقلعت أولي طائرات بوينغ 707 و717 و720 و727 و737 و747 و757 و767 و777 و787 وتستخدم في شركات الطيران الأمريكية الشمالية والأمريكية الجنوبية والآسيوية والأوروبية والأسترالية والأفريقية

## التاريخ قبل الحديث وبعدها
أستخدم سابقا في الحرب العالمية الثانية منذ هجوم اليابانين علي بيرل هاربر (معركة الدمار الأمريكي) ومعركة بحر الفلبين الذي كانت المعركة بين اليابان والولايات المتحدة وكان أقوي مطار عسكري في الولايات المتحدة وبعد الحرب العالمية الثانية في 20 ديسمبر 1957 أقلعت أولي طائرات بوينغ 707 وفي 9 فبراير 1969 أقلعت أولي طائرات بوينغ 747 و26 سبتمبر 1981 أقلعت أولي طائرات بوينغ 767 و12 يونيو 1994 أقلعت أولي طائرات بوينغ 777 وفي 15 ديسمبر 2009 أقلعت طائرات بوينغ 787 وفي 23 نوفمبر 1959 أقلعت أولي طائرات بوينغ 720 وفي عام 1998 أقلعت أولي طائرات بوينغ 717 وفي 9 فبراير 1963 أقلعت أولي طائرات بوينغ 727 وفي 9 أبريل 1967 أقلعت أولي طائرات بوينغ 737 وفي 19 فبراير 1982 أقلعت أولي طائرات بوينغ 757.

## شركات الطيران والوجهات
في وقت الافتتاح الكامل في مايو 2019 كان لدى المطار 26 رحلة وصول ومغادرة يوميًا على خطوط ألاسكا الجوية من خلال شركاتها الإقليمية التابعة، بالإضافة إلى خطوط سان خوان الجوية. تمت جدولة أقرب مغادرة في الساعة 6 صباحًا وآخر مغادرة كانت في تمام الساعة 9:05 مساءً. اعتبارًا من يونيو 2022، لدى Paine Field 18 رحلة مغادرة يومية إلى 9 وجهات. يتم تشغيل معظم رحلات خطوط ألاسكا الجوية بواسطة شركة هورايزون إير، على الرغم من أن خطوط ألاسكا الجوية تقوم أيضًا بتشغيل عدد من الطائرات الرئيسية لتكملة الناقل الإقليمي.

### الركاب
| شركـات طيـران      | الوجهات | Refs        |
| ------------------ | --- | ----------- |
| خطوط آلاسكا الجوية | مطار تيد ستيفنز أنكوراج الدولي، مطار هونولولو الدولي (تبدأ في 17 نوفمبر 2023)، مطار هاري ريد الدولي، مطار لوس أنجلوس الدولي، Orange County ‏، مطار فينيكس سكاي هاربر الدولي، مطار سان دييغو الدولي، مطار سان فرانسيسكو الدولي موسمي: Palm Springs ‏، مطار توسان الدولي | [ 6 ] [ 7 ] |
| Kenmore Air        | Eastsound، Friday Harbor ‏، Victoria | [ 8 ]       |

### الشحن
| شركـات طيـران | الوجهات           | Refs  |
| ------------- | ----------------- | ----- |
| فيديكس إكسبرس | مطار ممفيس الدولي | [ 9 ] |

## الإحصائيات
شاهد source Wikidata query and sources.

### أكبر الشركات
| الرتبة | الناقل             | الركاب  | الحصة  |
| ------ | ------------------ | ------- | ------ |
| 1      | Horizon Air        | 389،000 | 71.61% |
| 2      | خطوط آلاسكا الجوية | 153،000 | 28.20% |
| 3      | Kenmore            | 1،070   | 0.20%  |

### أهم الوجهات
| الرتبة | المطار                        | الركاب | الناقل |
| ------ | ----------------------------- | ------ | ------ |
| 1      | مطار فينيكس سكاي هاربر الدولي | 67،000 | آلاسكا |
| 2      | مطار هاري ريد الدولي          | 50،000 | آلاسكا |
| 3      | مطار سان فرانسيسكو الدولي     | 38،000 | آلاسكا |
| 4      | Santa Ana، California ‏        | 28،000 | آلاسكا |
| 5      | مطار سان دييغو الدولي         | 23،000 | آلاسكا |
| 6      | Boise، Idaho ‏                 | 21،000 | آلاسكا |
| 7      | Spokane، Washington ‏          | 20،000 | آلاسكا |
| 8      | Palm Springs، California ‏     | 12،000 | آلاسكا |
| 9      | مطار توسان الدولي             | 5،000  | آلاسكا |
| 10     | مطار بورتلاند الدولي          | 5،000  | آلاسكا |

## روابط خارجية
- Paine Field website
- Future of Flight Aviation Center website
- MRD Mediated Role determination
- Biography of Lt Topliff Olin Paine - National Postal Museum
- Everett Public Library's Digital Collection/Northwest Room/Aviation
- Boeing Major Production Facilities - More information about the Boeing plant at Paine Field
- Historic Flight Foundation - Vintage Military Aircraft
- Hangar 201 Project - Hangar Space at Paine Field
- مخطط الإف إيه إيه للمطار (PDF), صالح لتاريخ 3 يونيو 2010
- FAA Terminal Procedures for PAE, effective خطأ: زمن غير صحيح.
- موارد عن هذا المطار:
  - FAA airport information for PAE
  - AirNav airport information for KPAE
  - ASN accident history for PAE
  - FlightAware airport information and live flight tracker
  - NOAA/NWS latest weather observations
  - SkyVector aeronautical chart, Terminal Procedures